# Angiotensinógeno
El angiotensinógeno es una glicoproteína heterogénea (alfa-2-globulina) compuesta por 452 residuos de aminoácidos y diferentes grados de glucosilación. Su producción se da principalmente en el hígado, no obstante, no es su único lugar de expresión.
Pertenece a la familia de las serpinas, aunque no actúa inhibiendo a otras enzimas tal como lo hacen este grupo de inhibidores de proteasas.
Es el sustrato de la enzima renina, siendo fragmentada para dar origen a la molécula angiotensina I. Su actuación es fundamental en el sistema renina-angiotensina-aldosterona. Los niveles de angiotensinógeno en el plasma son aumentados por los corticoides, los estrógenos, la hormona tiroidea, y los niveles de angiotensina II.

## Descubrimiento.
El angiotensinógeno es una alfa-2-globulina circulante que fue purificada en el año 1954 por el doctor Leonard T. Skeggs.

## Composición y estructura química.
El angiotensinógeno pertenece a la numerosa familia de las serpinas no inhibidoras.
Las serpinas son proteínas inhibidoras de la serina proteasa (Ser). Hay varios tipos (se han identificado más de 1000 serpinas, incluyendo 36 proteínas humanas, moléculas de plantas, bacterias, parásitos, arqueas y virus), llegando a constituir la familia de inhibidores de proteasas más cuantiosa y diversa, manteniendo estructura similares entre ellas. Su nombre procede de la combinación de serina proteasa inhibidora (haciendo referencia a sus propiedades funcionales).
Entre todos los tipos se encuentra: Angiotensinógeno o Ser A8.
Un primer patrón estructural del angiotensinógeno fue propuesto por alineación de secuencia con ovoalbúmina, otra serpina no inhibidora. Más tarde, esta estructura fue confirmada mediante un proceso experimental.
Es una glicoproteína que tiene angiotensina I en su extremidad amino, la cual se libera por la  actividad de las enzimas proteolíticas de la renina.
Esta proteína tiene un peso  molecular de 53kDa cuando se encuentra no glicosilada, sin embargo, puede llegar a estar presente en estados de hasta 75kDa en función del grado de  glicolisación.
Otras nomenclaturas relacionadas al angiotensinógeno son: Sustrato de renina, Serpin A8, Hipertensógeno, Proangiotensina.

## Funciones.
Las serpinas se encargan de controlar procesos celulares de coagulación e inflamación, y también tienen importancia en la genómica estructural y el estudio de plegamiento de proteínas gracias a su gran capacidad e individualidad en variaciones estructurales durante el proceso de inhibición enzimática. Esta última propiedad es peculiar, ya que normalmente los inhibidores de las proteasas se funcionan con sencillez mediante llave-cerradura y lo hacen con formas concretas en el sitio activo de la enzima. El inconveniente de los mecanismos conformacionales de las serpinas es que las dispone a tener mayor probabilidad de mutaciones que causarán polímeros de larga cadena que son inactivos.
Existe una sinergia con los bloqueadores del sistema renina-angiotensina-aldosterona, por lo que la supresión de angiotensinógeno puede llevar a fisiopatologías, no solo para definir su papel en la función de la presión arterial esencial, sino en algunas anomalías del desarrollo renal, la ateroesclerosis, insuficiencia cardiaca y la obesidad.
Los niveles altos del angiotensinógeno circulante en sangre se observan en el hipercorticismo, la inflamación, el embarazo y la terapia anticonceptiva; los niveles bajos se asocian a la insuficiencia suprarrenal.

## Síntesis y funcionamiento.
El único sustrato conocido para la enzima renina es el angiotensinógeno, un precursor, en estado inactivo, de las angiotensinas naturales.
La principal, y más abundante, fuente de angiotensinógeno plasmático es el hígado. Sin embargo, se ha confirmado su presencia en otros tejidos (riñones, cerebro, tejido vascular, glándula suprarrenal, placenta y leucocitos) debida a la expresión de ARNm de angiotensinógeno en ellos. La biosíntesis hepática del angiotensinógeno está regulada por numerosos factores hormonales, incluyendo glucocorticoides, estrógenos, hormona tiroidea, insulina y angiotensina II.
El angiotensinógeno se encuentra circulando en la sangre.
Los estudios para conocimiento de esta proteína se han realizado en la secuenciación de sus respectivos genes, esto permite conocer su función en el organismo, como por ejemplo la influencia que ejerce en los trastornos hipertensivos. El gen de angiotensinógeno observado en rata, humano y ratón consta de 5 exones y 4 intrones, su medida es 12 kb de forma aproximada y tienen gran parecido entre ellos.
El angiotensinógeno contiene el decapéptido angiotensina I en su extremo amino, éste será liberado por acción proteolítica del enzima renina. En su región flanqueadora 5‘ se han reconocido diversos elementos regulatorios como los de respuesta de fase aguda, y respuesta a glucocorticoides, estrógenos y triyodotironina, además de los promotores e intensificadores comunes.
La comparación de la estructura del angiotensinógeno, conocida por clonación y secuenciación de los ácidos desoxirribonucleicos complementarios de humano y rata, prueba la semejanza del angiotensinógeno con algunos inhibidores de proteasas de serina producidas por el hígado. Este parecido ha llevado a la búsqueda de otras funciones fisiológicas del angiotensinógeno, además de su papel como sustrato de renina.
En la actualidad la clonación del gen de angiotensinógeno ha dado la oportunidad de estudiar su regulación a nivel transcripcional. Presuntamente, según los resultados obtenidos con estudios de este tipo, la regulación de la síntesis de esta proteína se da mayoritariamente a nivel transcripcional, esto es, por la regulación de la expresión de su gen.
Sistema renina-angiotensina-aldosterona:

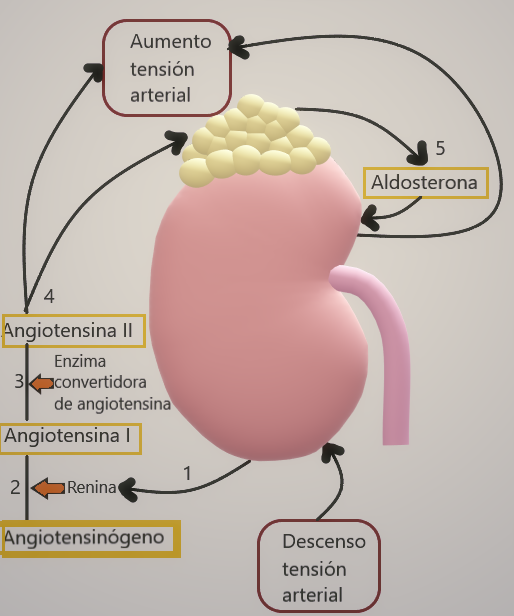
Sistema renina-angiotensina-aldosterona.

Angiotensina es el nombre genérico o común dado a diversos péptidos bioactivos provenientes de la degradación enzimática del angiotensinógeno.
Las células yuxtaglomerulares secretan renina en el túbulo contorneado distal de las nefronas del riñón. Esta enzima cataliza la conversión del angiotensinógeno (proteína secretada en el hígado) en angiotensina I, mediante la rotura del enlace entre Leu-10 y Val-11 del angiotensinógeno; más tarde es convertida en angiotensina II por acción de la enzima convertidora de angiotensina (ECA), secretada por las células endoteliales de los pulmones y los riñones. Esta última es el vasoconstrictor más intenso o eficaz del organismo. Por demás, estimula la secreción de vasopresina (hormona antidiurética ADH) por la neurohipófisis, que estimula la reabsorción a nivel renal de agua y produce la sensación de sed; y de la hormona aldosterona (en las glándulas suprarrenales) produciendo la reabsorción de sodio, también a nivel renal.
Este complejo mecanismo, que favorece el aumento de presión arterial, puede tener lugar gracias al angiotensinógeno, único sustrato para la renina.
El angiotensinógeno sintetizado a nivel tisular genera angiotensina I y, posteriormente, angiotensina II. Aunque también es posible la generación de angiotensina II directamente del angiotensinógeno mediante las enzimas elastasa, catepsina G y el activador tisular del plasminógeno.

## Interacciones con otros órganos.
El angiotensinógeno se sintetiza en el hígado, este es su principal lugar de expresión; sin embargo, el  RNAm del angiotensinógeno se  expresa en varios lugares, como por ejemplo: el cerebro , las grandes arterias , los riñones, el tejido adiposo y el corazón.
Una vez se obtiene la angiotensina I (AGI), a partir del angiotensinógeno por actuación  de la renina, se convierte en  angiotensina II (AGII) por la ECA, principalmente a nivel pulmonar. También, varios tejidos, entre ellos los vasos sanguíneos, el corazón, el cerebro y los riñones, tienen la  capacidad de producir  de forma local AGII a través de vías independiente de la ECA ( enzima convertidora de angiotensina), como por ejemplo: la vía de la quimasa, carboxipeptidasa, catepsina G... Teniendo el sustrato la angiotensina I, y a través  de la vía catepsina  y el activador de plasminógeno con la acción del sustrato angiotensinógeno.

## Mutaciones y enfermedades.
La producción del angiotensinógeno es indispensable para poder mantener la presión arterial normal, así como las estructuras y funciones normales del riñón y del corazón.
En 1992 se publicó la primera evidencia genética convincente del polimorfismo M235T en la relación causal entre el angiotensinógeno y la hipertensión arterial esencial en humanos.
Muchos estudios han relacionado al angiotensinógeno con la ateroesclerosis y la obesidad aunque sus relaciones causales no se han establecido.
En España se hicieron estudios en poblaciones diversas donde se encontraron resultados variados y contradictorios que se pueden asociar a razones metodológicas como diferencias genéticas de la población estudiada, pero en poblaciones con cierta homogeneidad en etnia y factores ambientales se encontró una relación con el genotipo T174174, el cual mostró una asociación positiva casi significativa con la hipertensión, así como también se encontró una relación negativa con la obesidad, por lo que es importante y de mucha utilidad utilizar poblaciones concretas para realizar estudios sobre la disección genética de la hipertensión.
En otros estudios se encontró que la abundancia de ARNm del angiotensinógeno aumenta en el tejido adiposo de los roedores obesos y la deficiencia de este conduce a un fenotipo magro que se manifiesta por un aumento de peso alterado inducido por una dieta alta en grasas, masa grasa reducida y aumento de la actividad locomotora en ratones.
Se detectó que la proteína angiotensinógeno está presente en lesiones ateroescleróticas, sobre todo en relación con la dieta que se administre a los ratones en prueba.
Entre los fármacos para la disminución de presión arterial se encuentra: Aliskiren (administración vía oral). Este es un inhibidor competitivo no peptídico capaz de unirse al sitio activo de la enzima renina para evitar la fragmentación del angiotensinógeno y, con ello, bloquear la producción de angiotensina I. (1)
Entre los fármacos para la disminución de presión arterial se encuentra: Aliskiren (administración vía oral). Este es un inhibidor competitivo no peptídico capaz de unirse al sitio activo de la enzima renina para evitar la fragmentación del angiotensinógeno y, con ello, bloquear la producción de angiotensina I.